# Кульпа (посёлок)
Кульпа — посёлок в Приволжском районе Астраханской области России. Входит в состав Бирюковского сельсовета.

## География
Посёлок находится в юго-восточной части Астраханской области, на левом берегу ерика Кульпинка дельты реки Волги, на расстоянии примерно 9 километров (по прямой) к юго-востоку от посёлка Началово, административного центра района. Абсолютная высота — 25 метров ниже уровня моря.
Климат умеренный, резко континентальный. Характеризуется высокими температурами летом и низкими — зимой, малым количеством осадков, а также большими годовыми и летними суточными амплитудами температуры воздуха.

## История
В 1969 г. указом президиума ВС РСФСР поселок фермы № 5 колхоза имени Шести павших коммунаров переименован в Кульпа.

## Население
| 2002 | 2010 |
| ---- | ---- |
| 136  | ↗149 |

По данным Всероссийской переписи, в 2010 году численность населения посёлка составляла 149 человек (78 мужчин и 71 женщина). Согласно результатам переписи 2002 года, в национальной структуре населения казахи составляли 82 %.
| Национальность | Численность (2010) | Процент |
| -------------- | ------------------ | ------- |
| Казахи         | 126                | 82,4%   |
| Русские        | 17                 | 11,1%   |
| Татары         | 10                 | 6,5%    |
| Всего          | 153                | 100%    |

## Улицы
Уличная сеть посёлка состоит из 3 улиц.